# Хорнунг, Ильзе
И́льзе Хо́рнунг (нем. Ilse Hornung; 10 апреля 1908 — 22 марта 1994, Вена)  — фигуристка из Австрии, серебряный призёр чемпионата Европы 1930 года в женском одиночном катании.
Мать фигуриста Вилли Битака.

## Спортивные достижения
| Соревнование       | 1928 | 1929 | 1930 | 1931 |
| ------------------ | ---- | ---- | ---- | ---- |
| Зимние Олимпиады   | 8    |      |      |      |
| Чемпионаты мира    |      | 4    |      |      |
| Чемпионаты Европы  |      |      | 2    | 7    |
| Чемпионаты Австрии |      |      | 3    | 2    |